# Пьерпонт, Фрэнсис Гаррисон
Фрэнсис Гаррисон Пьерпонт (англ. Francis Harrison Pierpont; 22 февраля 1828 — 29 мая 1899) — американский юрист и политик эпохи Гражданской войны. После выхода Вирджинии из состава Союза он стал губернатором той части штата, которая оказалась под контролем федеральной армии. В 1863 году западные округа Вирджинии стали штатом Западная Вирджиния, а Пьерпонт остался губернатором остальной части Вирджинии, со столицей в Александрии. Когда Гражданская война завершилась, и конфедеративное правительство Вирджинии было расформировано, Пьерпонт автоматически стал губернатором всего штата, и оставался на этом посту в первые годы Реконструкции.
В знак признания его заслуг в 1910 году Западная Вирджиния подарила мраморную статую Пьерпойнта в Национальную коллекцию статуй при Капитолии США.  